# Брюс Арена
Брюс Арена (англ. Bruce Arena; нар. 21 вересня 1951, Бруклін) — американський футболіст, що грав на позиції воротаря. По завершенні ігрової кар'єри — тренер. З 2016 по 2017 роки очолював тренерський штаб збірної США.
Він є членом Національної футбольної Зали слави. Арена має довгу і видатну тренерську кар'єру і вважається одним з найуспішніших футбольних тренерів в історії Північної Америки, вигравши п'ять титулів Кубка коледжу і п'ять Кубків MLS. Він був головним тренером збірної США на літніх Олімпійських іграх 1996 року, чемпіонатах світу 2002 та 2006 років, Кубках конфедерацій 1999 та 2003 та п'яти Золотих кубках КОНКАКАФ, на яких команда двічі здобувала титул континентального чемпіона у 2002 та 2005 роках. Крім збірної Арена був головним тренером клубів «Ді Сі Юнайтед», «Нью-Йорк Ред Буллз» та «Лос-Анджелес Гелаксі» з Major League Soccer, і тренував Університет Вірджинії.
Перед початком своєї тренерської кар'єри Арена був воротарем в команді Корнельського університету, з якої навіть викликався до національної збірної США, за яку провів одну товариську гру проти Ізраїлю.

## Клубна кар'єра

### Старші класи і коледж
Народився в Брукліні, Нью-Йорк, в родині італійських іммігрантів. Виріс на Лонг-Айленді, Нью-Йорк, де він навчався у середній школі Кері. У той час як він був талановитий у кількох видах спорту, він був занадто малий для американського футболу, тому він приєднався до футбольної команди школи як захисник. Пізніше, він став у ворота, коли основний воротар травмувався під час гри після удару гравця іншої школи. У той час, коли він навчався в середній школі, він також один сезон грав за місцевий клуб «Хота» з Космополітичної футбольної ліги Нью-Йорка (англ. Cosmopolitan Soccer League).
Після закінчення школи він почав свою університетську спортивну кар'єру, граючи протягом двох років в лакрос і футбол в Коледжі Нассау (англ. Nassau Community College), який був поруч з його будинком. Він був включений в Національну коледжну Залу слави (англ. National Junior College Hall of Fame) в 2008 році.
Після закінчення навчання в Нассау по звершенню двох років, Арена вступив до Корнелльського університету, де він став виступати за університетську команду з лакросу. Арена спочатку не має наміру грати в футбол, але травми основного і запасного воротарів університетської футбольної команди змусили тренера Дена Вуда (англ. Dan Wood) залучити Арену на позицію воротаря. Після цього Брюс виступав за їх команду «Корнелл Біг Ред» в Кубку коледжів.

### Професіональна кар'єра
Після закінчення Корнелльського університету, Арена був обраний в п'ятому раунді Драфту клубом «Нью-Йорк Космос» з Північноамериканської футбольної ліги. Проте «Космос» відпустив Брюса ще до початку сезону.
Після цього Арена підписав контракт з професійним клубом з лакросу «Монреаль Квебекуа» (фр. Montreal Quebecois), провівши сезон 1975 року з командою в Національній лізі лакросу (англ. National Lacrosse League), яка була розформована наприкінці 1975 року, залишивши Арену знову безробітним.
У той же час, Ден Вуд, який був тренером Арени в Корлеллі, став новим головним тренером новоствореної команди «Такома Тайдс», яка грала в американській футбольній лізі (англ. American Soccer League). Вуд зв'язався з Ареною і переконав його переїхати на Тихоокеанський північний захід, щоб грати за його команду. Тут Брюс став другим воротарем після Джаміля Канала (англ. Jamil Canal), але цей перехід став важливий тим, що Арена дебютував на тренерській позиції, оскільки на додаток до гри за «Такома Тайдс», Арена тренував чоловічу футбольну команду в Університеті П'юджет-Саунд з Такоми.

## Виступи за збірну
15 листопада 1973 року зіграв свій перший і єдиний матч у складі національної збірної США проти збірної Ізраїлю (0:2), замінивши у другому таймі Боба Рігбі (англ. Bob Rigby). Тренер збірної, Гордон Бредлі, викликав Арену в збірну на ранню гру проти Гаїті, але Брюс не зміг відпроситися з місцевої середньої школи і на матч не прибув.
На додаток до виступів за футбольну збірну США, Арена також грав за національну збірну з лакросу, з якою виграв чемпіонат світу в 1974 році і став срібним призером в 1978 році.

## Кар'єра тренера

### Коледж
У 1977 році Арена повернувся викладати до Корнелльського університету і став помічником тренера команди з лакросу. Незабаром Вірджинський університет відкрив вакансію на посади футбольного тренера університетської команди і помічника тренера з лакросу на сезон 1978 року. Арена протягом семи років обіймав паралельно ці дві посади, перш ніж в 1985 році не зосередився на футбольній кар'єрі. Всього протягом вісімнадцяти років з футбольною командою Вірджинського університету він виграв п'ять університетських чемпіонатів (в тому числі чотири поспіль у 1991—1994 роках) з співвідношенням перемог, нічиїх і поразок 295/58/32. Крім того під час роботи Арена відкрив безліч гравців університету, які згодом відігравати значну роль в національній збірній Сполучених Штатів, зокрема Клаудіо Рейна, Джефф Ейгус, Бен Олсен, Джон Гаркс і Тоні Меола.

### «Ді Сі Юнайтед»
3 січня 1996 року Арена покинув Вірджинський університет, щоб стати тренером клубу «Ді Сі Юнайтед» у Major League Soccer. Сезон 1996 мав стати для команди першим в історії ліги, тому Арені необхідно було створити команду з нуля. Крім того, його положення погіршувалося те, що він погодився тренувати олімпійську збірну США (U-23) на літніх Олімпійських іграх 1996 року в Атланті. На турнірі команда набрала 4 очки в трьох матчах, але не змогла вийти з групи.
Незважаючи на відволікання на Олімпійські ігри, Арені вдалася сформувати свою команду і привести «Ді Сі Юнайтед» до перемоги в першому чемпіонаті MLS. Причому в фінальному матчі на «Фоксборо Стедіум» (MLS Cup '96) на 72 хвилині команда Арени поступалась з рахунком 0:2 клубу «Лос-Анджелес Гелексі», проте зуміла зрівняти рахунок, а в овертаймі Едді Поуп забив золотий гол і приніс «Ді Сі Юнайтед» титул першого чемпіона. На додаток до перемоги в MLS, Арена також виграв Відкритий кубок США 1996 року, розгромивши у фіналі клуб «Рочестер Рінос» (3:0). Арена і клуб продовжили успіх і в 1997 році, вигравши свій другий поспіль Кубок MLS, здолавши в фіналі «Колорадо Репідз» (2:1). За це Арена отримав звання тренера року MLS в сезоні 1997 року. В цьому ж році «Юнайтед» дійшов до півфіналу Кубка чемпіонів КОНКАКАФ, де поступився іншій американській команді «Лос-Анджелес Гелексі».
У 1998 році Арена з «Ді Сі Юнайтед» втретє поспіль вийшов у фінал Кубка MLS, проте цього разу команда поступилась з рахунком 0:2 «Чикаго Файр» на чолі з Бобом Бредлі. Тим не менше цього разу Арена з командою зміг вийти у фінал Кубка чемпіонів КОНКАКАФ, де переміг з рахунком 1:0 мексиканську «Толуку» 16 серпня 1998 року, вигравши перший міжнародний трофей в історії клубу. А в грудні того ж року Арена виграв з клубом і другий міжнародний трофей — Міжамериканський кубок, здолавши бразильський клуб «Васко да Гама» (0:1, 2:0). Арена був також головним тренером однієї з команд в матчах всіх зірок MLS у 1997 і 1998 роках.

### Збірна США
Арена був запрошений до збірної США, щоб замінити Стіва Семпсона на посаді головного тренера в жовтні 1998 року після катастрофічного виступу команди на чемпіонаті світу 1998, де «зірково-смугасті» програли усі три матчі у групі. Дебютував Арена на посаді тренера збірної в товариському матчі проти Австралії в Сан-Хосе, штат Каліфорнія, 6 листопада 1998 року. Після цього Брюс став найуспішнішим тренером в історії США: під його керівництвом команда показала найкращий результат на чемпіонаті світу з 1930 року, досягнувши чвертьфіналу на чемпіонаті світу 2002 року, де зазнали мінімальної поразки від майбутніх фіналістів турніру збірної Німеччини. Цей та інші вдалі результати дозволи збірній США досягти найвищого результату за весь час у міжнародному Рейтингу ФІФА (4-те місце у квітні 2006 року). Арена також виграв зі збірною два Золотих кубка КОНКАКАФ, в 2002 і 2005 роках, і стати бронзовим призером в 2003 році.

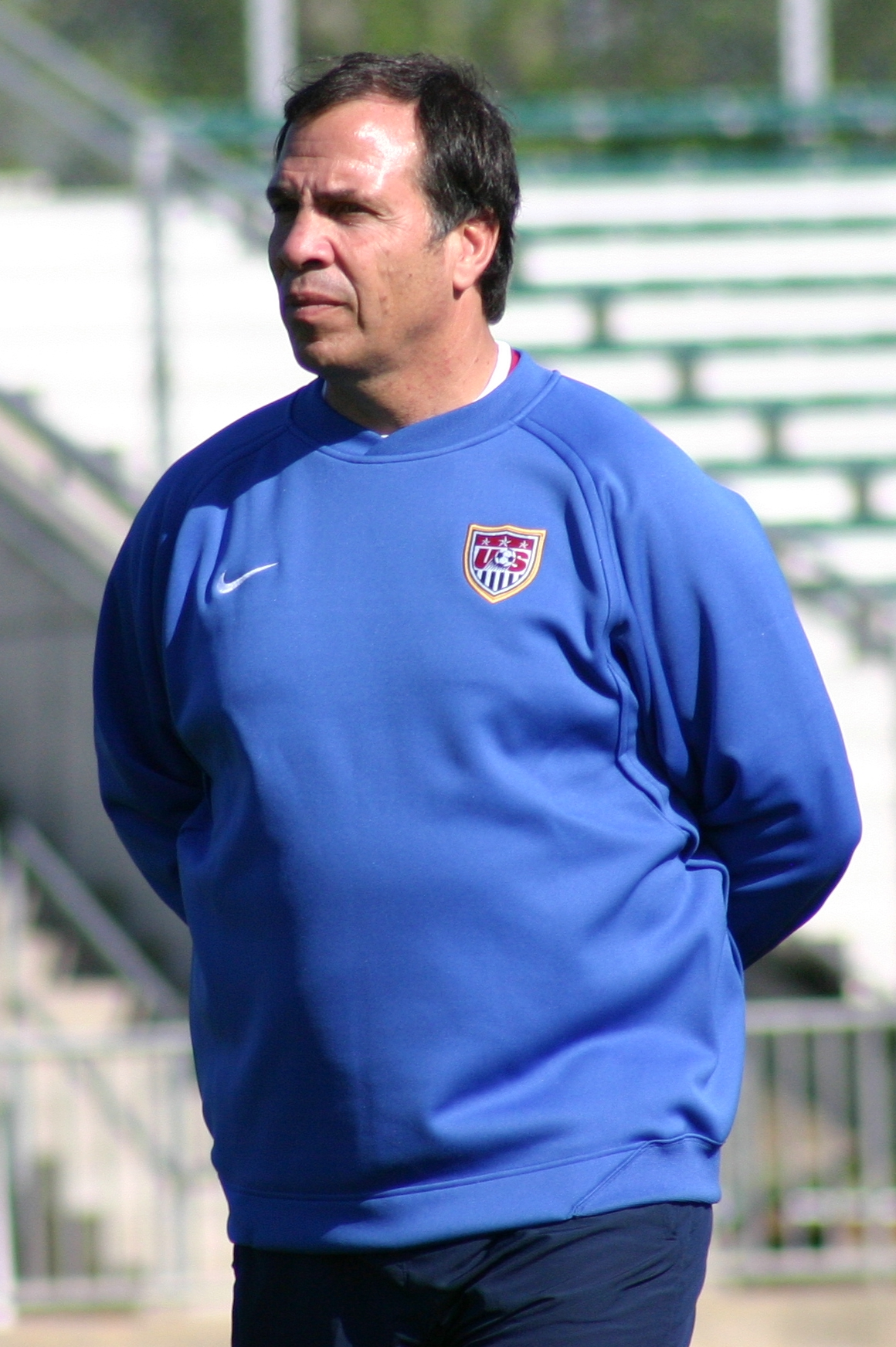
Брюс Арена під час роботи зі збірною США. 10 квітня 2006 року.

Чемпіонат світу 2002 року став найвищою точкою кар'єри Арени як тренера США. Будучи явними аутсайдерами перед початком турніру, американці приголомшили світ, перемігши в першому матчі міцну португальську команду 3:2, лідером якої був володар «Золотого м'яча» Луїш Фігу. Результативна нічия 1:1 у другому турі проти господарів турніру Південної Кореї була достатньою, щоб збірна США достроково вийшла в плей-оф, незважаючи на несподівану поразку 1:3 від аутсайдера групи Польщі в останньому матчі групового фіналу. В 1/8 фіналу Арена та США зустрілися з Мексикою і перемогли її 2:0, вийшовши до чвертьфіналу турніру. Перед цим матчем Арена перейшов від своєї звичайної схеми 4-4-2 на 3-5-2, яка значною мірою і допомогла здобути результат. Перед чвертьфінальною грою з німцями Арена поверну команду назад до схеми 4-4-2, проте це врятувало американців від вильоту завдяки єдиному голу Міхаеля Баллака головою.
Проте на наступному чемпіонаті світу збірна США на виправдали очікувань, посівши останнє місце в групі Е, поступившись не найсильнішим збірним Чехії (0:3) і Гани (1:2). Сполучені Штати забили лише двічі в трьох іграх, причому в матчі проти майбутнього переможця турніру Італії автогол забив Крістіан Дзаккардо, через що єдиним власне американським голом став м'яч Клінта Демпсі проти Гани. Деякі з гравців, в тому числі колишній член збірної і експерт ESPN Ерік Віналда, звинувачують у поганих результатах команди сумнівні тренерські рішення Арени. Зокрема тренер не випустив у першій грі Клінта Демпсі і поставив замість нього на правому фланзі Дамаркуса Бізлі в першому провальному матчі проти чехів, а також використання оборонної схеми 4-5-1 в матчі проти Гани, який обов'язково потрібно було вигравати і який в США зрештою програли. Іншим сумнівним рішенням в цьому матчі стала заміна на 40 хвилині за рахунку 0:1 травмованого капітана Клаудіо Рейни на оборонного півзахисника Бена Олсена.
Під час свого перебування на посаді головного тренера збірної США піднялися в світовому рейтингу ФІФА з дев'ятнадцятого місця на четверте, на подив, навіть, самим гравцям збірної США. Арена зі збірною здобув 75 перемог з 1998 по 2006 рік, що на сьогоднішній день є найбільше в історії збірної США. Проте, через три тижні після провального виступу на чемпіонаті світу в Німеччині, Федерація футболу США оголосила, що контракт Арени не буде продовжено. Президент Федерації футболу США Саніл Галаті пояснив звільнення Арени, заявивши, що США шукають «свіжий підхід».
Арена був в кінцевому рахунку замінений на посаді тренера національної команди його близьким другом і колишнім помічником в Вірджинії і «Ді Сі Юнайтед» Бобом Бредлі.

### «Нью-Йорк Ред Буллз»
Після того як 14 липня 2006 року Федерація футболу США оголосила, що не буде продовжувати контракт Арени зі збірною США, він став шукати інші можливості роботи. Це призвело до його найняття клубом МЛС «Нью-Йорк Ред Буллз». Перший матч Арена на чолі клубу провів 12 серпня 2006 року, зігравши в товариському матчі проти «Барселони». 5 листопада 2007 року, «Ред Буллз» і Арена обопільно вирішили розійтись. Під час його півтора року з клубом, він виграв 16 матчів, ще 16 звів унічию і 10 програв. У нього було два роки, що залишилися на його контракт з клубом.

### «Лос-Анджелес Гелексі»
18 серпня 2008 року Арена став тренерам «Лос-Анджелес Гелексі», замінивши Руда Гулліта. Арена успадкував команду, яка не могла вийти в плей-оф МЛС з 2005 року. Виправити результати команди по ходу сезону 2008 року Арена так і не зумів, а команда завершила сезон з результатом 8-13-9, зайнявши загальне тринадцяте місце серед з чотирнадцяти команд, пропустивши 62 голи, найбільше серед усіх у дивізіоні, проте і забила найбільше — 55.

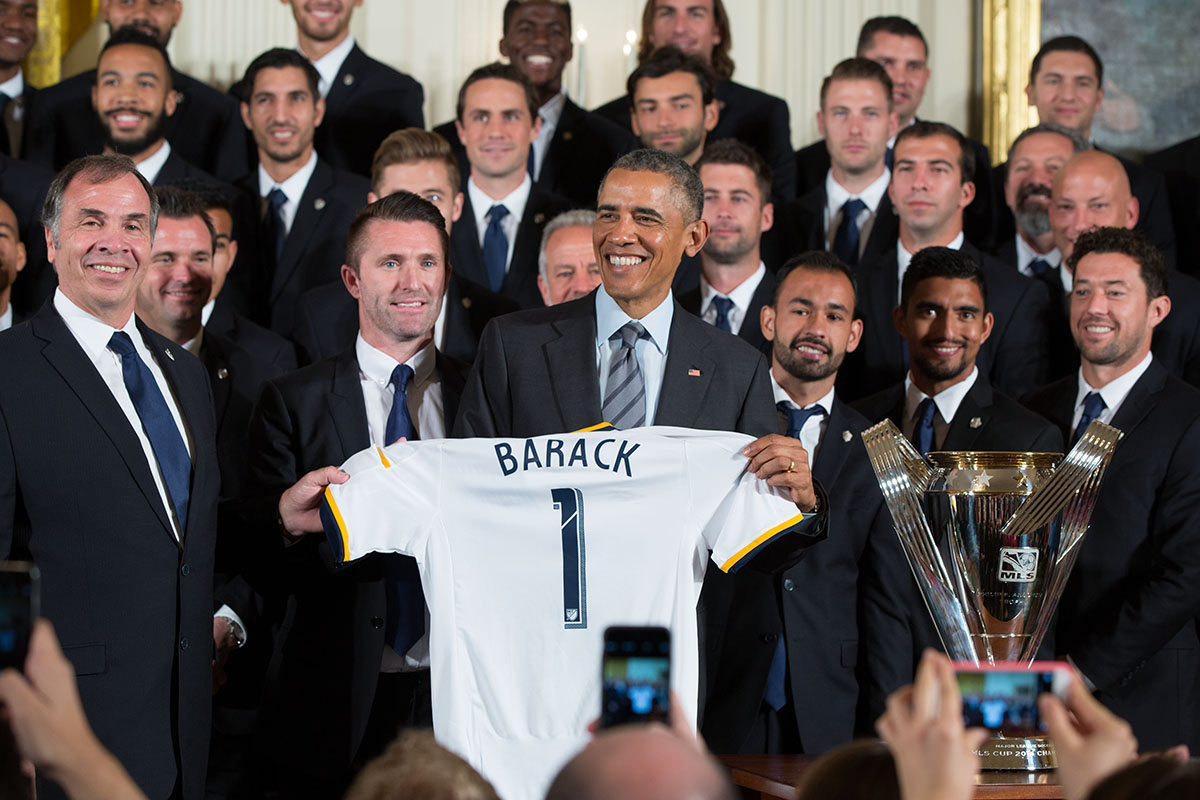
Брюс Арена (ліворуч) представляє президента США Барака Обаму з футболкою «Лос-Анджелес Гелексі» на привітанні в честь перемоги в МЛС сезону 2014 року в Східному залі Білого дому. 2 лютого 2015 року.

Під час першого міжсезоння Арена видозмінив оборону: він вибрав на Супердрафті захисників Омара Гонсалеса і Адольфа Делагарсу, а також підписав ямайського воротаря Донована Рікетса, які стали основою захисту команди на наступний сезон. ВВ ньому команда пропустила лише 31 гол і виграла Західну конференцію з результатом 12-6-12. У плей-оф «Гелексі» дійшли аж до фіналу, де лише в серії пенальті поступились клубу «Реал Солт Лейк», за що Арена вдруге за кар'єру був обраний тренером року в MLS.
У сезоні 2010 року результати команди трохи погіршились і вона стала лише півфіналістом плей-оф, але сезон 2011 виявився дуже вдалим для Брюса. Його клуб виграв другий сезон поспіль Supporters' Shield, ставши тільки третьою командою в історії ліги, що здобула понад 60 очок в регулярному чемпіонаті. Після цього в плей-оф Арена нарешті виграв Кубок МЛС, здолавши в фіналі з рахунком 1:0 «Х'юстон Динамо». Клуб також пробився до чвертьфіналу Ліги чемпіонів КОНКАКАФ та Відкритого чемпіонату США і протягом усього сезону був непереможним в матчах на домашньому стадіоні «Хоум Діпо Сентер».
У 2012 році «Лос-Анджелес Гелексі» повторили результат попереднього сезону, ще раз вигравши Кубок МЛС, знову обігравши в фіналі «Х'юстон Динамо» (3:1). Через сезон, в 2014 році, Арена втретє та востаннє виграв з командою Кубок МЛС, цього разу здолавши у фіналі «Нью-Інгленд Революшн».
21 листопада 2016 року, після восьми з половиною сезонів у клубі, Арена покинув клуб.

### Повернення в збірну
На наступний день, 22 листопада 2016 року, Арена вдруге був призначений тренером збірної США, замінивши Юргена Клінсманна після двох поразок на старті відбіркового раунду до чемпіонату світу по футболу 2018 року від Мексики (1:2) та Коста-Рики (0:4). Арена змушений був виправляти ситуацію і вже в третьому турі у березні 2017 року розгромив Гондурас (6:0) і в подальшому підняв збірну у турнірній таблиці.
В липні 2017 року керував збірною на Золотому кубку КОНКАКАФ 2017 року.

## Особисте життя
Брюс Арена має італійське походження. Син Брюса, Кенні Арена, також був футболістом, грав за молодіжну збірну США та в Major League Soccer, а після завершення кар'єри став футбольним тренером та працював асистентом батька у «Лос-Анджелес Гелексі» (2014—2016) та збірній США (з 2017).

## Статистика
Станом на 13 липня 2017
| Команда                | З                 | По                | Результат | Результат | Результат | Результат | Результат | Результат | Результат |
| Команда                | З                 | По                | І         | В         | Н         | П         | SOW       | D %       |           |
| ---------------------- | ----------------- | ----------------- | --------- | --------- | --------- | --------- | --------- | --------- | --------- |
| «Ді Сі Юнайтед»        | 3 січня 1996      | 1 серпня 1998     | 107       | 60        | 4         | 34        | 9         | 56.07     |           |
| США                    | 1 серпня 1998     | 14 липня 2006     | 130       | 75        | 27        | 28        | —         | 57.69     |           |
| «Нью-Йорк Ред Буллз»   | 18 липня 2006     | 5 листопада 2007  | 48        | 18        | 11        | 19        | —         | 37.50     |           |
| «Лос-Анджелес Гелексі» | 18 серпня 2008    | 21 листопада 2016 | 334       | 162       | 77        | 94        | —         | 48.50     |           |
| США                    | 22 листопада 2016 | Донині            | 10        | 5         | 5         | 0         | —         | 50        |           |
| Всього                 | Всього            | Всього            | 625       | 318       | 130       | 177       | 9         | 50.88     |           |

## Титули і досягнення

### Клубні
«Ді Сі Юнайтед»
- Кубок MLS (2): 1996, 1997
- MLS Supporters' Shield: 1997
- Переможець Східної конференції MLS (3): 1996, 1997, 1998
- Переможець Відкритого кубка США: 1996
- Володар Кубка чемпіонів КОНКАКАФ: 1998
- Володар Міжамериканського кубка: 1998

«Лос-Анджелес Гелексі»
- Кубок MLS (3): 2011, 2012, 2014
- MLS Supporters' Shield (2): 2010, 2011
- Переможець Західної конференції MLS (4): 2009, 2011, 2012, 2014

### Збірна
- Володар  Золотого кубка КОНКАКАФ (3): 2002, 2005, 2017
- Бронзовий призер Золотого кубка КОНКАКАФ (1): 2003

### Індивідуальні
- Тренер року в MLS (3): 1997, 2009, 2011
- NJCAA Lacrosse Hall Of Fame (гравець): Class of 2008[17]